# Dorthe Nors
Dorthe Nors, född 20 maj 1970 i Herning, är en dansk författare. Hon är den första danska författaren att bli publicerad i den amerikanska tidskriften The New Yorker.

## Utbildning
Ett kort tag studerade Nors religionsvetenskap men ändrade sedan ämnesområde till nordisk litteratur och konsthistoria, som hon 1999 tog magisterexamen i. Hennes avhandling i nordisk litteraturhistoria handlade om Kerstin Ekman.

## Författarskap
Innan Nors debuterade under eget namn arbetade hon som översättare av svenska kriminalromaner, hon har bland annat till danska översatt det mesta av Johan Theorin.
2001 debuterade hon med boken Soul på Samlerens Forlag. Hon har därefter utkommit med ytterligare tre romaner, två novellsamlingar och en diktsamling.
Nors har hyllats av Oprah Winfrey. 2024 stals ett manuskript till Nors kommande roman Spænd, med hjälp av falska mail så lurades någon i bokkedjan att skicka en kopia av maunskripet.

## Priser och utmärkelser
- Midtvestjysk kulturpris, 2010[2]
- New Letters Reader's Award, 2010[2]
- Hedersomnämnande, Pushcart Prize, 2010[2]
- Danska statens konstfonds treåriga arbetsstipendium, 2011[2]
- P.O. Enquists pris, 2014 (för novellsamlingen Karate Chop)[3]